# Westermarckův efekt
Westermarckův efekt (někdy též kibucový efekt podle původních studií v izraelských kibucech) je psychologický efekt popisující jev, kdy si vzájemně nejsou sexuálně přitažlivé osoby, které spolu prožily své útlé dětství (zhruba do 30 měsíců věku). Podmínkou projevení efektu není příbuzenská spřízněnost, protože se mezi těmito osobami i tak vytvoří sourozenecký či kvazisourozenecký vztah.
Tento efekt souvisí s jevem exogamie, tj. faktu, že lidé si obvykle hledají sexuálního partnera jinde než v komunitě, ve které vyrostli. Efekt popsal finský antropolog Edvard Westermarck a postavil jej proti názoru Sigmunda Freuda, že sklon k incestu je univerzální. Westermarckův efekt je pozorován u všech druhů sociálních primátů. Je pozorován i u pedofilů; praví pedofilové se proto zpravidla nedopouštějí incestního zneužití vlastních dětí, pokud o ně pečovali v raném věku.
Zdánlivým protikladem Westermarckova efektu je genetická sexuální přitažlivost, tedy jev, že pro člověka může být přitažlivý geneticky spřízněný člověk, pokud se oba poznali až v dospělosti.
Příčina efektu je spatřována spíše v elementárním negativním imprintingu, ač jev svádí folkovou psychologii k představám složitých interpersonálních procesů. Tyto efekty nebývají narušeny ani u osob s disjunkčními sexuálními anomáliemi (exhibicionistů či sexuálních agresorů) ani u osob s odlišným zaměřením sexuality, například pravých heterosexuálních i homosexuálních pedofilů, je-li specifická atraktivita dobře diferenciována. Incestní jednání a poruchy protiincestních efektů se typicky vyskytují u osob s psychosexuálně infantilními variacemi sexuality, u nichž je atraktivita nevyhraněná, málo selektivní nebo absentující.